# Tencent Music
Tencent Music Entertainment Group (TMEG; китайский:腾讯 音乐 娱乐 集团; пиньинь: Téngxùn Yīnyuè Yúlè Jítuán) — компания, которая разрабатывает сервисы потоковой передачи музыки для китайского рынка. Приложения Tencent Music включают: QQ Music, Kugou, Kuwo и WeSing; у которых более 800 миллионов активных пользователей и 120 миллионов платных подписчиков. По состоянию на июль 2016 года три сервиса Tencent Music занимали примерно 56 % рынка сервисов потоковой передачи музыки в Китае.

## История
В июле 2016 года China Music Group (ранее Ocean Music Group), которой принадлежат Kugou Music и Kuwo Music, объявила о слиянии с подразделением цифровой музыки Tencent Group. В 2017 году компания была официально переименована в Tencent Music Entertainment Group.
4 июля 2018 г. Sony ATV Music Publishing приобрела долю в Tencent Music. В октябре 2018 года компания подала заявку на IPO на сумму около 2 миллиардов долларов в США. В декабре 2018 года компания объявила о IPO с общей стоимостью акций около 1,23 миллиарда долларов, включая 82 миллиона ADS и 164 миллиона обычных акций по цене от 13 до 15 долларов.